# Чемпіонат Швеції з бенді 1930
 Чемпіонат Швеції з бенді: 1930 — 24-й сезон турніру з хокею з м'ячем (бенді), який проводився за кубковою системою. 
Переможцем змагань став клуб СК «Тірфінг» (Скутшер).

## Турнір

### Чвертьфінал
- Еребру СК - ІФ «Ліннеа» (Стокгольм)  1-2
- Несше ІФ - «Юргорден» ІФ (Стокгольм)  3-4
- Нака СК - Чепінгс ІС 5-1
- СК «Тірфінг» (Скутшер) - ІФК Реттвік  4-2

### Півфінал
- «Юргорден» ІФ (Стокгольм) - ІФ «Ліннеа» (Стокгольм) 3-2
- СК «Тірфінг» (Скутшер) - Нака СК  4-1

### Фінал
2 березня 1930, Стокгольм
- «Юргорден» ІФ (Стокгольм) - СК «Тірфінг» (Скутшер)  0-1